# Kuffner-Sternwarte

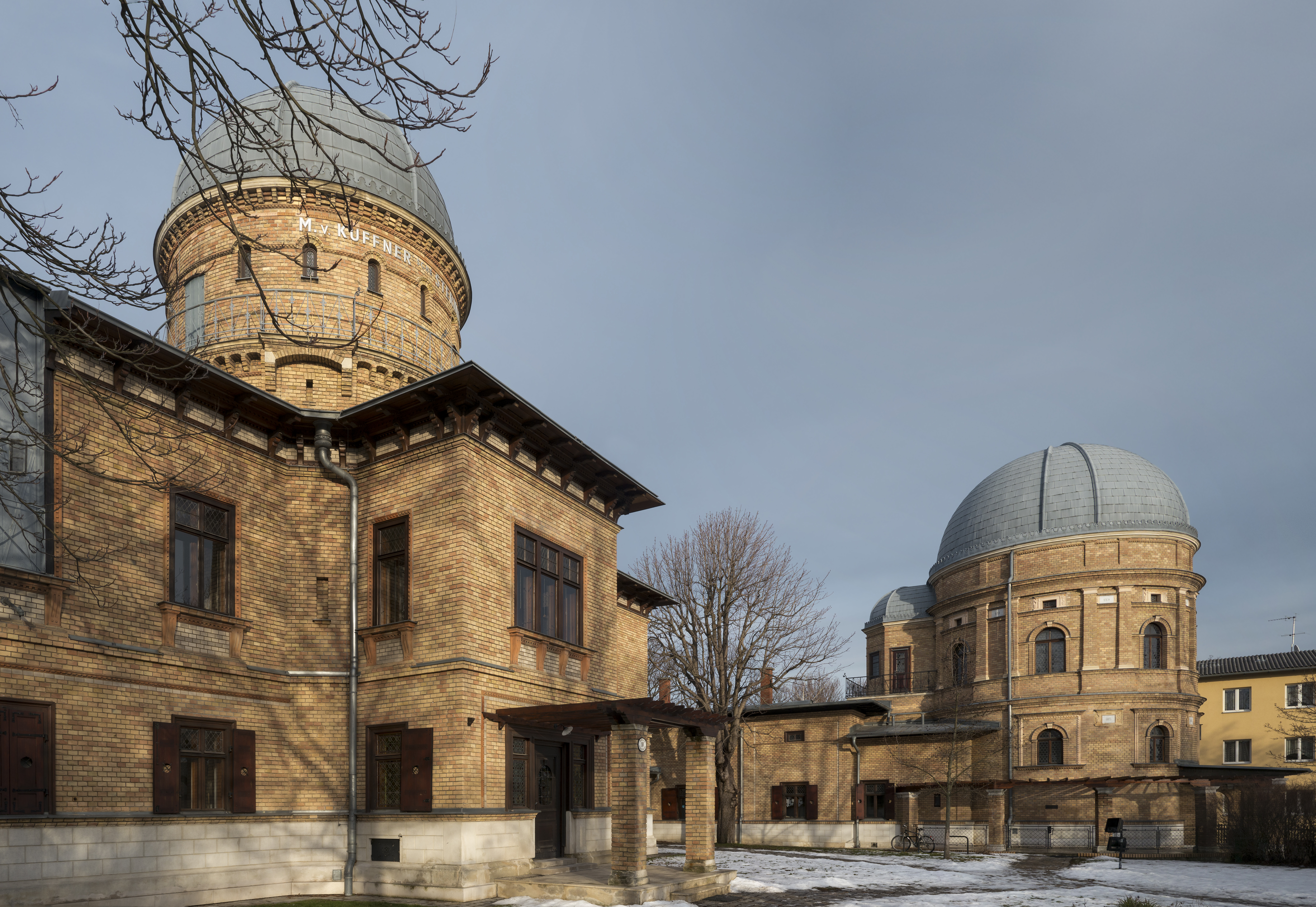
Kuffner-Sternwarte, Hauptgebäude (links) und Heliometer-Kuppel (rechts)

Die Kuffner-Sternwarte ist eine Volkssternwarte auf einer Anhöhe in Wien-Ottakring. Gegründet wurde sie 1884 als gut ausgerüstete Privatsternwarte mit angeschlossenem Forschungsinstitut.
Seit 1982 wird sie von einem Verein geführt und bietet neben astronomischer Weiterbildung und wöchentlichen Sternführungen auch kulturelle Programme. Unter den vier Hauptteleskopen sticht der Heliometer hervor, das bis heute weltweit das größte Instrument seiner Art.

## Geschichte

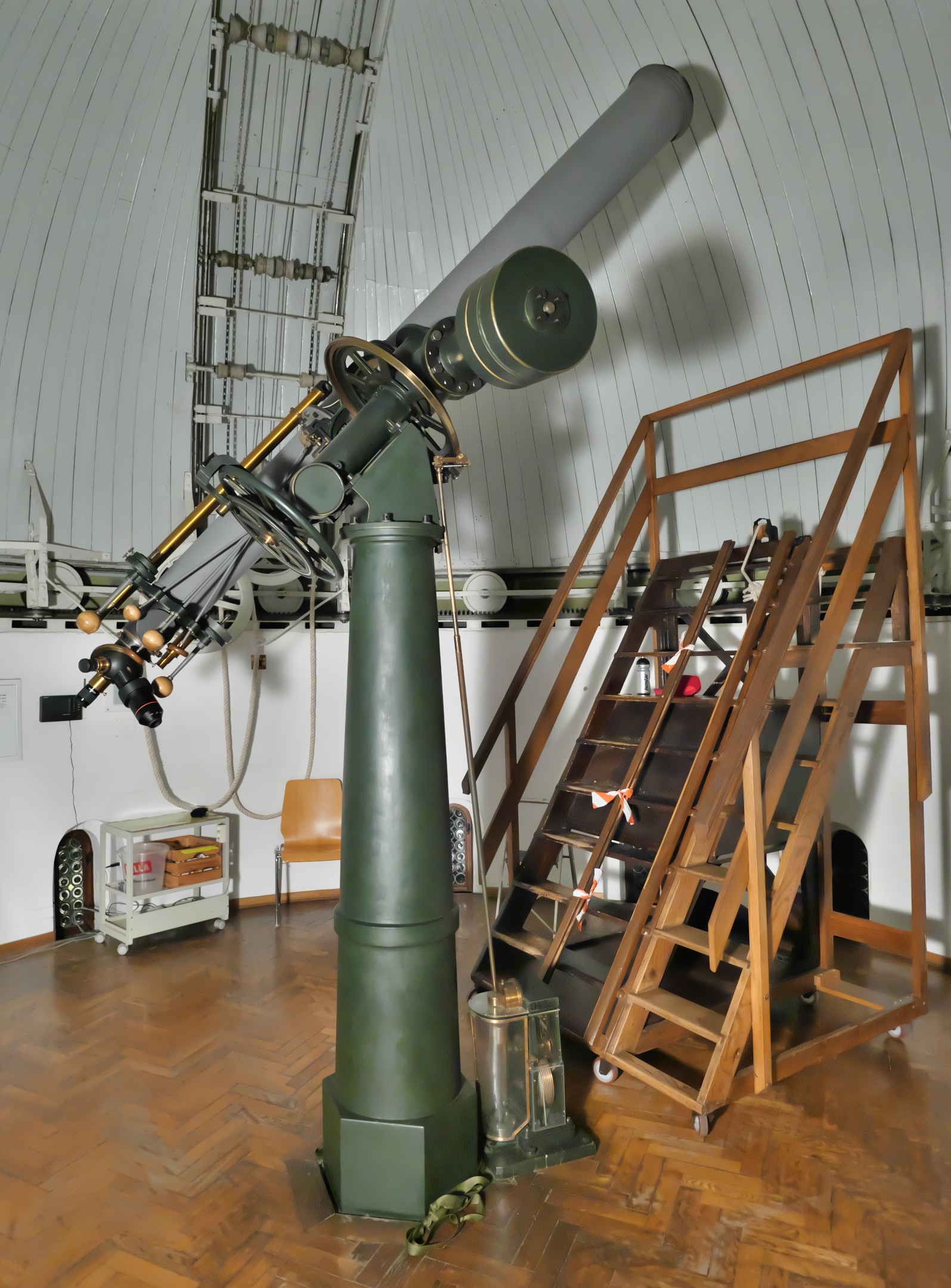
Großer Refraktor

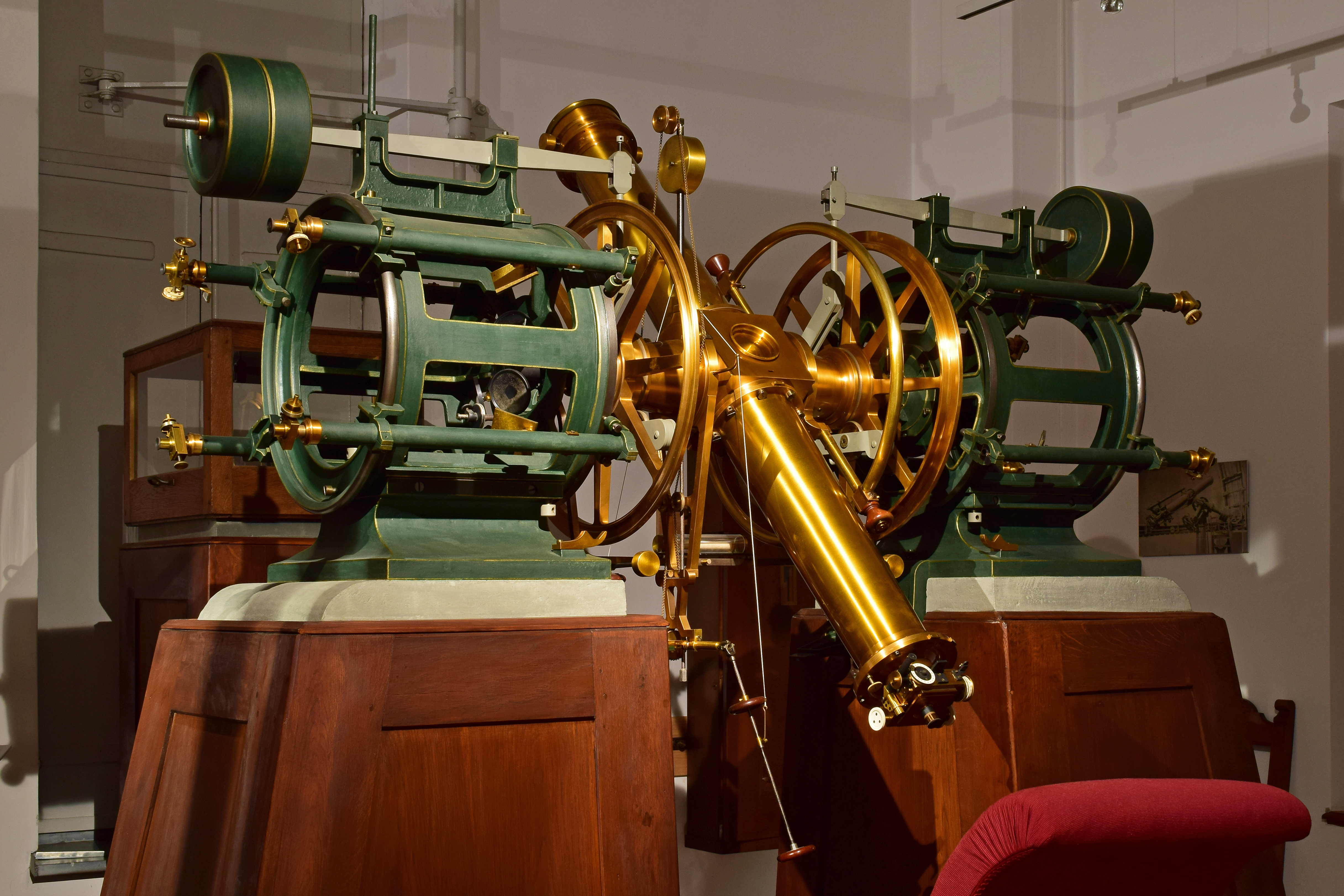
Meridiankreis

Die Kuffner-Sternwarte im Wiener Bezirk Ottakring, Johann Staud-Straße 10, wurde in den Jahren 1884 bis 1886 als privates Forschungsinstitut nach den Plänen von Franz von Neumann erbaut. Der aus der bekannten Lundenburger Familie Kuffner stammende Bierbrauer Moriz von Kuffner finanzierte den Bau und Betrieb der Sternwarte. Initiator und erster Direktor des Observatoriums war Norbert Herz. Dank den Investitionen von Kuffner in die Ausstattung der Sternwarte wurde das Observatorium innerhalb eines Vierteljahrhunderts ein international bekanntes astronomisches Institut und galt nach ihrer Vergrößerung in den Jahren 1889 und 1890 als eine der bedeutendsten Sternwarten der Österreich-Ungarischen Monarchie. Sie verfügt noch heute über die vier im Jahr 1896 angeschafften Hauptinstrumente.
An der Sternwarte wirkten namhafte Wissenschafter wie Johannes Franz Hartmann, Carl Wilhelm Wirtz, Leo Anton Carl de Ball und als wohl bedeutendster Astronom Karl Schwarzschild. In Wien gelang ihm mit Hilfe des Refraktors der Sternwarte eine wesentliche Verbesserung der Beschreibung der fotografischen Schwärzung durch Einführung des „Schwarzschild-Exponenten“ bei der Belichtungszeit. Dieser empirisch ermittelte Exponent besitzt bei der chemischen Astrofotografie eine große Bedeutung.
Mit dem Beginn des Ersten Weltkrieges verschlechterte sich die finanzielle Situation der Eigentümer, der Familie Kuffner, so dass 1915 die Sternwarte geschlossen werden musste. Mitte der 1920er-Jahre sollte sie als Tochterinstitut der Universitätssternwarte wieder der Forschung dienen, doch verzögerte sich die geplante Renovierung durch die einsetzende Weltwirtschaftskrise.
1929 wollte der neue Direktor der Universitätssternwarte Kasimir Graff einige Forschungsprojekte dem Kuffner-Observatorium übertragen, doch wurde dies von Prof. Richard Wettstein namens der Akademie der Wissenschaften abgelehnt. Erst als Moriz Kuffner einer Verlängerung der Widmung um 15 Jahre zustimmte und einen großen Betrag für die notwendigsten Reparaturen an Instrumenten und Kuppeln stiftete, wurden konkrete Pläne für die Renovierung erstellt. Sie kamen jedoch durch zunehmende Finanznöte nicht zur Ausführung. Nach der NS-Besetzung Österreichs verkaufte 1938 die als Juden bedrohte Familie Kuffner hastig die Brauerei und emigrierte in die Schweiz, wo Moriz Kuffner 1939 starb. Die Sternwarte wurde durch die Nationalsozialisten enteignet und für parteipolitische Zwecke benützt.
Nach den Wirrnissen des Zweiten Weltkriegs wurde sie 1947 unter der Leitung von Walter Jaschek wiedereröffnet und zu einem Institut der Volksbildung umgewandelt. Er gründete auch die Astronomische Fachgruppe und ihre Vortragsreihe. 1950 wurde die Sternwarte an die Familie Kuffner rückübertragen und von dieser an eine Baugenossenschaft verkauft. Die Sternwarte gehörte bis zum Jahr 1987 der Baugenossenschaft HEIM. Diese verkaufte sie dann an die Stadt Wien, die sie von 1989 bis 1995 generalrenovierte. Im Oktober 1995 begann der neue Führungs- und Bildungsbetrieb unter der Leitung der Volkshochschule Ottakring.
Im Jahr 1977 wurde das Bauwerk unter Denkmalschutz gestellt (Listeneintrag). Zusammen mit den zentralen Teilen der nahegelegenen Siedlung Starchant bildet es zudem die von der Stadt Wien definierte bauliche Schutzzone Kuffner-Sternwarte.

## Die Sternwarte heute
Neben den klassischen Sternführungen wird an einem umfangreichen Bildungs- und Kulturprogramm gearbeitet. Das Programm setzt sich im Wesentlichen aus drei Teilbereichen zusammen: Museum und Restaurierung, Projekte in der Astronomie sowie Lehre und Erwachsenenbildung.

### Instrumente und Museum

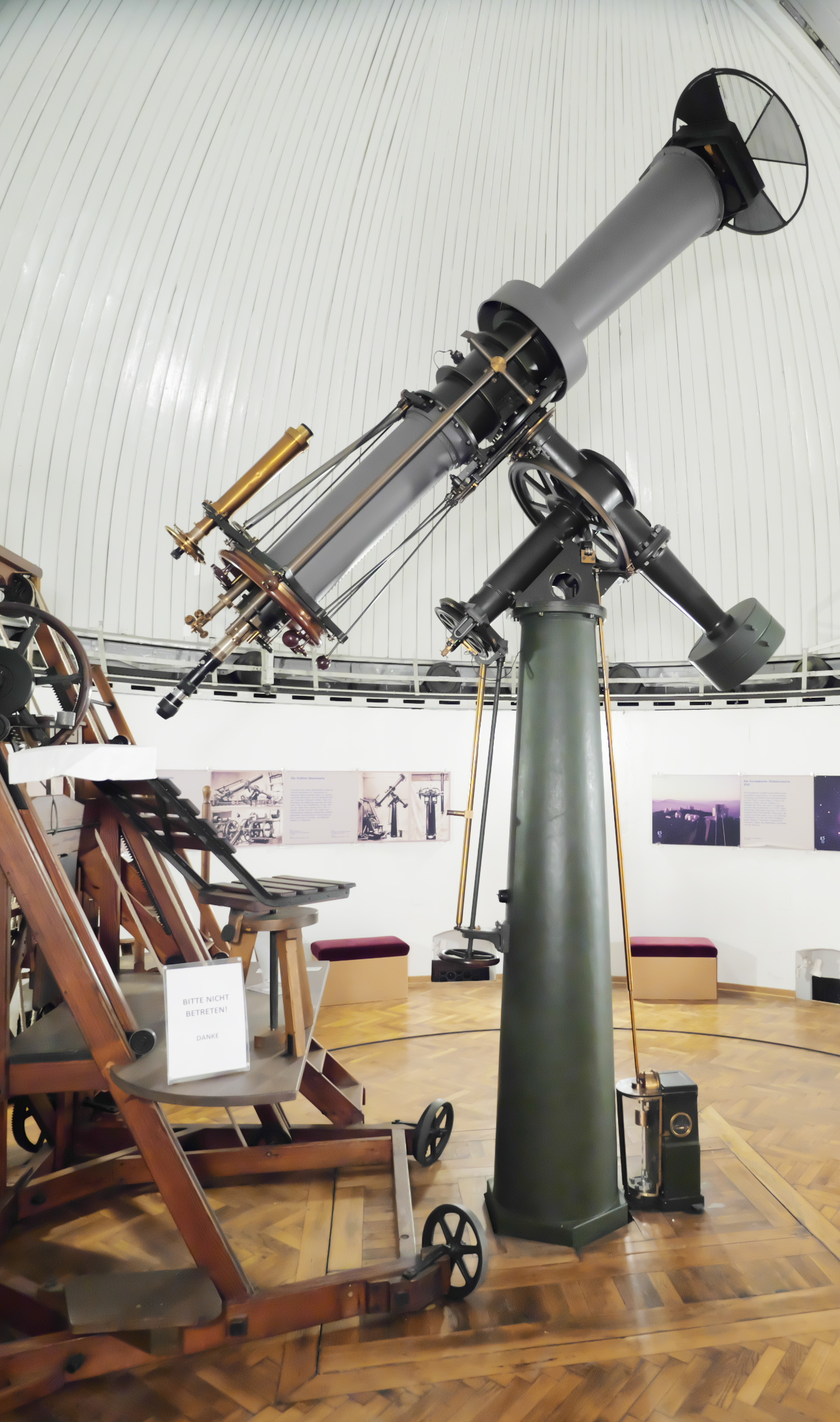
Heliometer

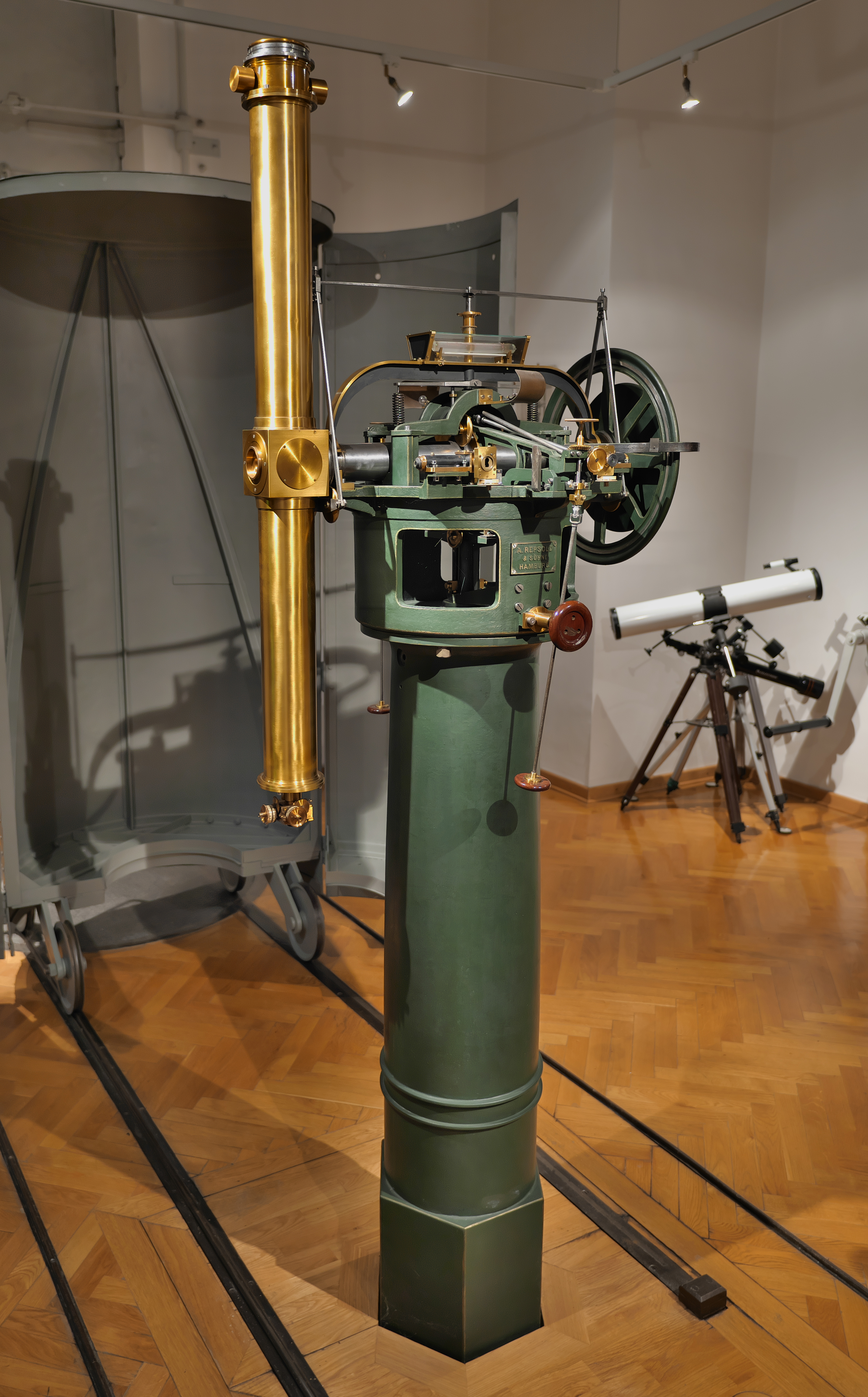
Vertikalkreis

Die Sternwarte beherbergt vier bedeutende astronomische Instrumente aus dem 19. Jahrhundert. Die Instrumente wurden durch die Firmen „Repsold und Söhne“ in Hamburg und „Steinheil“ in München gefertigt und zwischen 1886 und 1893 für die Sternwarte angeschafft. Beide Firmen waren weltweit für ihre Qualität und Präzision in der Herstellung astronomischer Teleskope und Linsen bekannt.
Die vier Hauptinstrumente sind der Große Refraktor, der Meridiankreis, der Vertikalkreis sowie der Heliometer. Der Heliometer ist bis heute weltweit das größte Instrument seiner Art und der Meridiankreis war zu seiner Zeit der größte Meridian-Passageinstrument der Monarchie. Im Zonenunternehmen der Astronomischen Gesellschaft wurden am Meridiankreis 8468 Sterne in der Deklinationszone −6° bis −10° vermessen und in den Publikationen der Sternwarte veröffentlicht. Der Große Refraktor ist noch heute das drittgrößte Linsenteleskop in Österreich und diente dem Wissenschaftler Schwarzschild maßgeblich bei seinen Erkenntnissen in der Astrofotografie.
Die Instrumente wurden nach modernsten Erkenntnissen der technischen Denkmalpflege in einem umfangreichen Projekt restauriert und für den Bildungs- und Museumsbetrieb neu adaptiert. Die Teleskope können bei speziellen Führungen an der Sternwarte besichtigt werden.

### Projekte
Die Sternwarte ist an diversen nationalen sowie internationalen Projekten beteiligt. Einige Themenbereiche sind:
- CCD-Astronomie am historischen Refraktor der Sternwarte. Ein Projekt zur Veranschaulichung der modernen Methoden der beobachtenden Astronomie.
- Betrieb der Datenbank INES (Astronomie im UV-Bereich) als „Nationaler Host“ in Zusammenarbeit mit der Europäischen Weltraumorganisation ESA in Villa Franca in Spanien,
- Wissenschaftsgeschichte der Sternwarte – Aufarbeitung der Geschichte der Sternwarte und ihrer um 1900 astronomisch bedeutenden Forschungen. Aufbau eines Museums zur Geschichte der Sternwarte und ihres Gründers Moriz von Kuffner,
- Restaurierung der astronomischen Instrumente des Observatoriums – in Zusammenarbeit mit Fachrestauratoren und dem Bundesdenkmalamt in Wien.

Außerdem betreut die Sternwarte die Österreich-Sektion der International Dark-Sky Association (IDA), einer internationalen Organisation, welche sich dem Kampf gegen die Lichtverschmutzung widmet und Lichtschutzgebiete ausweist. So wird die Sternlichtoase Großmugl unterstützt.

### Lehre und Weiterbildung

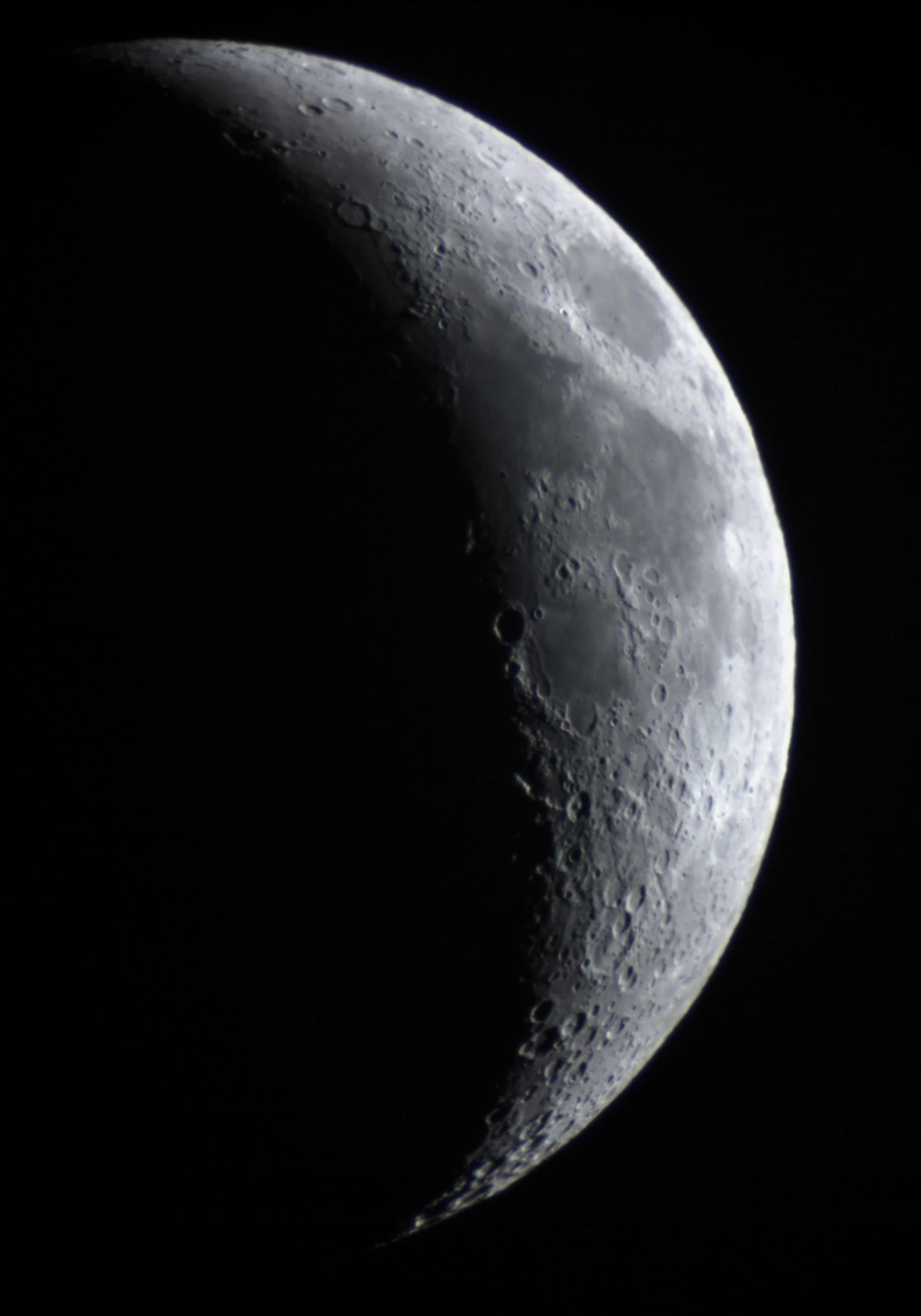
Der Mond, durch den großen Refraktor fotografiert

Eine der wichtigsten Aufgaben der Kuffner-Sternwarte ist die Vermittlung von Naturwissenschaft in den Bereichen Astronomie, Astrophysik und Weltraumwissenschaften. Zum Großen Refraktor und den anderen Teleskopen finden zahlreiche Stern- und Sonderführungen statt. Die Vorträge vermitteln dabei sowohl Grundlagen als auch neueste Ergebnisse der modernen Astronomie. Im Anschluss an den Vortrag folgt eine kurze Besichtigung der historischen Sternwarte und bei Schönwetter eine Beobachtung der aktuellen Himmelsobjekte mit dem großen Fernrohr von 1886.
Für Schulen werden spezielle Vorführungen und Projekte durchgeführt, in denen die Schüler das Programm aktiv mitgestalten können. Die Kuffner-Sternwarte veranstaltet darüber hinaus Seminare, Vorlesungen, Kurse und Vorträge für die interessierte Öffentlichkeit. Des Weiteren werden an der Sternwarte Fortbildungsseminare für Lehrkräfte höherer Schulen sowie Seminare und Workshops für Studenten durchgeführt.

## Der Verein Kuffner-Sternwarte

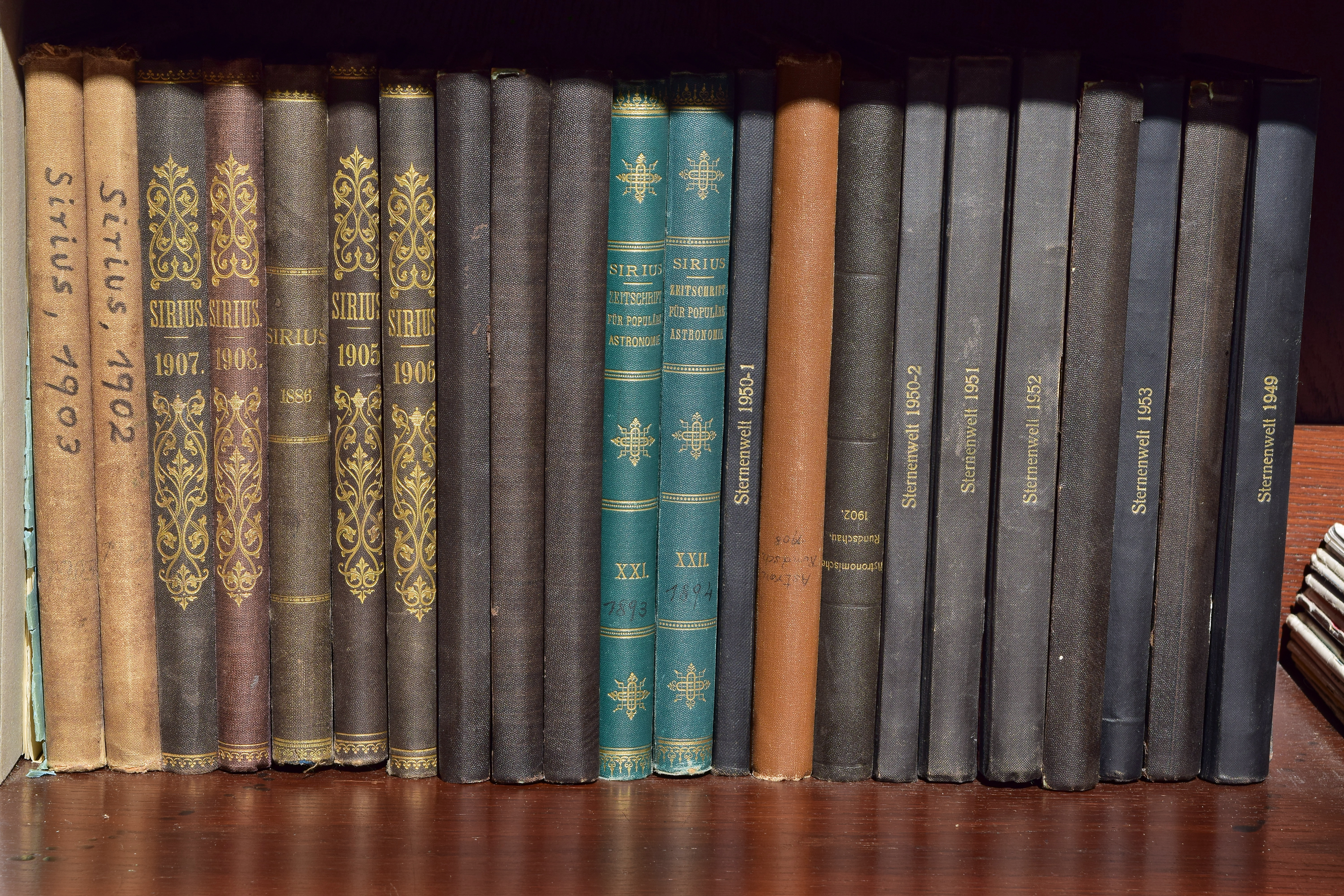
Zahlreiche astronomische Bücher älteren und jüngeren Datums befinden sich in der Bibliothek der Sternwarte.

Der Verein Kuffner-Sternwarte wurde 1982 gegründet, um die Kuffner-Sternwarte vor dem Verfall zu retten und als Volkssternwarte weiter zu betreiben. In über 100.000 freiwilligen Arbeitsstunden wurde dieses Ziel erreicht. Bis zu 7000 Besucher in bis zu 400 Führungen und Veranstaltungen pro Jahr überzeugten die verantwortlichen Stellen der Gemeinde Wien die historisch einmalige Sternwarte zu erwerben und zu restaurieren.
Nach Erreichung dieses Zieles sieht der Verein Kuffner-Sternwarte sein Hauptziel in der Vertiefung und Verbreitung astronomischen Wissens für alle. Dies soll durch Führungen, Vorträge, Kurse, Seminare und Spezialveranstaltungen erreicht werden, die nicht nur auf die Kuffner-Sternwarte, in Kooperation mit der Volkshochschule Ottakring, beschränkt bleiben, sondern sich in Kooperation mit in- und ausländischen astronomischen Organisationen weit über die Grenzen Wiens hinaus erstrecken sollen.